# KR-1 (航空機)
瓦斯電 KR-1/KR-2 千鳥号
KR-2
- 用途：旅客機、輸送連絡機
- 設計者：山下誠一
- 製造者：東京瓦斯電気工業
- 運用者
  - 日本航空輸送研究所
  - 朝鮮航空事業社
  - 読売新聞社
  - 台湾国防義会
  - 大日本帝国海軍
  - 満州国海辺警察隊
- 生産数：7機（KR-1）、13機（KR-2）
- 運用状況：退役

KR-1は、東京瓦斯電気工業（瓦斯電）が制作した日本の旅客機。本項では改良型のKR-2についても解説する。愛称はKR-1、KR-2ともに「千鳥号」。なお、名称の「KR」は「小型旅客機」の略である。

## KR-1
1932年（昭和7年）、瓦斯電は自社製のエンジン「神風」を搭載する小型旅客機の開発を開始。山下誠一海軍機関中佐を中心に設計が進められ、イギリスから輸入されていたデ・ハビランド DH.83 フォックス・モスを元に、神風装備機として国産化するものとなった。1933年（昭和8年）12月23日に試作一号機が初飛行。3機が日本航空輸送研究所で定期航空便およびエアタクシーとして用いられ、2機が台湾国防義会、2機が満州国営口海辺警察隊所属機となった。
機体はDH.83のものを受け継いだ木製羽布張りの複葉機で、胴体内に小規模なキャビン型客室を持つ。降着装置は固定脚と双フロートとの換装が可能であり、水上機としても用いることができたが、凌波性は悪かった。

## KR-2
KR-1の性能向上型として開発された機体で、1934年（昭和9年）11月17日に初飛行した。東京航空輸送社で3機、朝鮮航空事業社で1機が遊覧飛行やエアタクシー用途に用いられたほか、2機が読売新聞社で、1機が営口海辺警察隊で使用されている。また、後期に生産された6機は若干の設計変更が加えられた上で特用輸送連絡機として海軍所属機となり、航空母艦と陸上基地の往還などに用いられた。海軍所属機の略符号は「LXG」。生産は1939年（昭和14年）に終了した。
エンジンや全備重量はKR-1と同等だったが、主翼の全面的な変更によって空気抵抗が減少している。これによって速度、航続距離、搭載量が増加したが、上昇性能の低下や滑走距離の増加なども生じた。水上機としても使用可能な点はKR-1と同一。また、LXGは舵面などに小改良が加えられており、空母での運用も可能となっている。

## 諸元
KR-1
- 全長：7.60 m（水上型：7.88 m）
- 全幅：9.20 m
- 全高：2.70 m（水上型：3.40 m）
- 主翼面積：22.0 m2
- 自重：576 kg（水上型：680 kg）
- 全備重量：964 kg（水上型：988 kg）
- エンジン：瓦斯電 神風三型 空冷星型7気筒（最大160 hp） × 1
- 最大速度：197 km/h（水上型：189 km/h）
- 巡航速度：160 km/h（水上型：150 km/h）
- 実用上昇限度：4,200 m（水上型：3,800 m）
- 航続距離：650 km（水上型：600 km）
- 乗員：1名
- 乗客：3名（水上型：2名）

KR-2
- 全長：7.71 m（水上型：7.90 m）
- 全幅：9.20 m
- 全高：2.70 m（水上型：3.40 m）
- 主翼面積：17.68 m2
- 自重：570 kg（水上型：680 kg）
- 全備重量：980 kg（水上型：1,070 kg）
- エンジン：瓦斯電 神風三型 空冷星型7気筒（最大160 hp） × 1
- 最大速度：215 km/h（水上型：200 km/h）
- 巡航速度：180 km/h（水上型：165 km/h）
- 実用上昇限度：4,500 m（水上型：4,000 m）
- 航続距離：750 km（水上型：700 km）
- 乗員：1名
- 乗客：3名（水上型：2名）